# Gaetano Fidanzati
Gaetano Fidanzati (né le 6 septembre 1935 à Palerme et mort le 5 octobre 2013  à Milan ) est le parrain du canton de Cosa Nostra de Resuttana à Palerme.
Il était sur la liste émise par le ministère de l'intérieur des mafieux les plus recherchés de 2008 jusqu'à son arrestation le 5 décembre 2009.

## Biographie

### Trafic de drogue
Gaetano Fidanzati, dit « Don Tano » et ses quatre frères du quartier d'Arenella à Palerme, forment un clan mafieux, supposé être parmi les plus impliqués dans le trafic international de drogue. Il se dit qu'il fut l'inventeur de la grande formule du trafic de stupéfiants dans les années 1980 avec les cartels colombiens : le troc d'héroïne contre cocaïne, qui évitait tout transfert d'argent. Le taux d'échange avec la mafia américaine, plus particulièrement la famille Gambino, était d'un kilogramme d'héroïne contre trois kilogrammes de cocaïne sudaméricaine.
Dans les années 1960, le clan déménage dans le nord de Milan avec le parrain Gerlando Alberti. En 1968, Gaetano Fidanzati, parmi 113 membres importants de la mafia, est acquitté de multiples accusations issues des procès de la mafia des années 1960. Il est internationalement banni et déménage à Naples, où il rencontre Michele Zaza de la Camorra, avec lequel il fait du trafic de cigarettes et plus tard d'héroïne.
Il est aussi impliqué dans la disparition du journaliste Mauro De Mauro en 1970.
Dans les années 1980, il aurait séjourné à plusieurs reprises et investit en France. Il aurait assisté à Nice à des réunions entre différentes mafias internationales en 1981 et 1989. 
En 1987, lors du Maxi-Procès contre la mafia à Palerme, Fidanzati est condamné à douze ans de prison pour trafic de drogue mais il est libéré pour vice de procédure et s'enfuit.
Le repenti (pentito) Gaspare Mutolo rappelle que Gaetano Fidanzati l'a approché durant le Maxi-Procès en 1986, demandant s'il pouvait trouver plus d'héroïne thaï en proposant « Nous l'enverrons au Canada, au Cuntrera et Caruana, tout ce que tu veux, de 100 ou 200 kilos, tout ce que tu peux envoyer au Canada, parce qu'il contrôle tout partout ».

### Arrestation et extradition
Le 22 février 1990, Gaetano Fidanzati est arrêté à Buenos Aires, condamné sur place à 3 ans de prison pour faux papiers, puis il est extradé en Italie en avril 1993,. Il est incarcéré jusqu'en 2006 pour des accusations de trafic de drogue.
En décembre 2008, après une enquête de neuf mois intitulée « Opération Persée » (d'après le héros grec mythologique qui coupa la tête de la Méduse), la police arrête 94 mafiosi, dont Fidanzati, pour les empêcher de reconstituer un nouvel organe de direction de la Coupole (mafia). À cette époque, il est libéré de prison pour raisons de santé et condamné à rester en résidence surveillée. Étant à la tête du mandamento de Resuttana (couvrant les quartiers d'Acquasanta, Arenella et Resuttana), il est membre de la Commission. 
Il est aussi soupçonné du meurtre en 2008 d'un trafiquant de drogue qui aurait « manqué de respect » à sa fille. 
Le 5 décembre 2009, la police italienne l'arrête à Milan.

## Mort
Le 5 octobre 2013, Gaetano Fidanzati meurt à l'âge de 78 ans. Les causes de sa mort restent inconnues.
Son frère et associé, Stefano Fidanzati, né en 1948, incarcéré durant un an et 4 mois pour extorsion, est cité comme l'un des prétendants au poste de chef de la Cosa nostra après la disparition de Salvatore Riina, du fait de ses liens puissants avec les mafias calabraises (notamment les clans de Reggio de Calabre) et de ses contacts avec les mafias romaine et des clans apuliens.